# Драфт НБА 1964
Драфт НБА 1964 року відбувся 4 травня. 9 команд Національної баскетбольної асоціації (НБА) по черзі вибирали найкращих випускників коледжів. Гравець, який завершував четвертий рік у коледжі отримував право на участь у драфті.  В кожному з раундів команди могли вибирати гравців у зворотньому порядку до свого співвідношення перемог до поразок у сезоні 1963–1964. Перед драфтом будь-яка команда могла відмовитися від права вибору в першому раунді й вибрати будь-якого гравця в радіусі 50 миль від домашньої арени як свій територіальний вибір. Драфт складався з 15-ти раундів, на яких вибирали 101 гравця.

## Нотатки щодо виборів на драфті і кар'єр деяких гравців
Перед драфтом Лос-Анджелес Лейкерс і Цинциннаті Роялз як територіальний вибір вибрали відповідно Махді Абудл-Рахмана (тоді відомого як Волта Газзарда) і Джорджа Вілсона. Нью-Йорк Нікс під першим номером вибрав Джима Барнса зі Західного коледжу Техасу. Нью-Йорк Нікс під восьмим загальним номером вибрав Вілліс Рід з коледжу Гремблінг, який у свій перший сезон виграв звання новачка року. Рід введений у Залу слави як гравець, а також обраний до списку 50 найвизначніших гравців в історії НБА, оголошеного 1996 року до 50-річчя ліги. Всі свої 10 років ігрової кар'єри він провів у складі Нікс і двічі ставав з ними чемпіоном НБА, у сезонах 1969–1970 і 1969–1970. В обох фіналах його визнали найціннішим гравцем. Крім того, він вигравав звання найціннішого гравця НБА 1970 року, потрапляв до п'яти Збірних усіх зірок і на сім Матчів усіх зірок. Після завершення ігрової кар'яри став головним тренером. Тренував Нікс упродовж двох сезонів і потім Нью-Дже́рсі Нетс також два сезони.
Пол Сілас, 10-й номер, тричі ставав чемпіоном НБА, двічі в складі Бостон Селтікс у сезонах 1973–1974 і 1975–1976, і один раз у складі Сіетл Суперсонікс у сезоні 1978–1979. Також його двічі обирали на Матч усіх зірок. Після завершення ігрової кар'єри він тренував три команди НБА, остання з них - Клівленд Кавальєрс. Дев'ятнадцятий номер вибору Джеррі Слоун за свою ігрову кар'єру потрапляв на Матч всіх зірок. Після її завершення став головним тренером. Тренував Чикаго Буллз упродовж трьох сезонів, перед тим як у сезоні 1981–1982 його звільнили. Потім він став тренером Юта Джаз у сезоні 1988–1989. На цій посаді працював до початку сезону 2010–1911. Його ввели в Залу слави як тренера. Єдиними гравцями з цього драфту, яких обирали на Матч усіх зірок, були 2-й номер Джо Калдвелл, 4-й номер Лусіус Джексон і 5-й драфт-пік Джефф Маллінс.

## Драфт

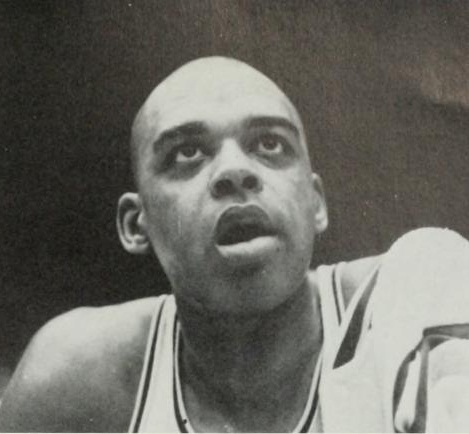
Волт Газзард був територіальним вибором Лос-Анджелес Лейкерс.

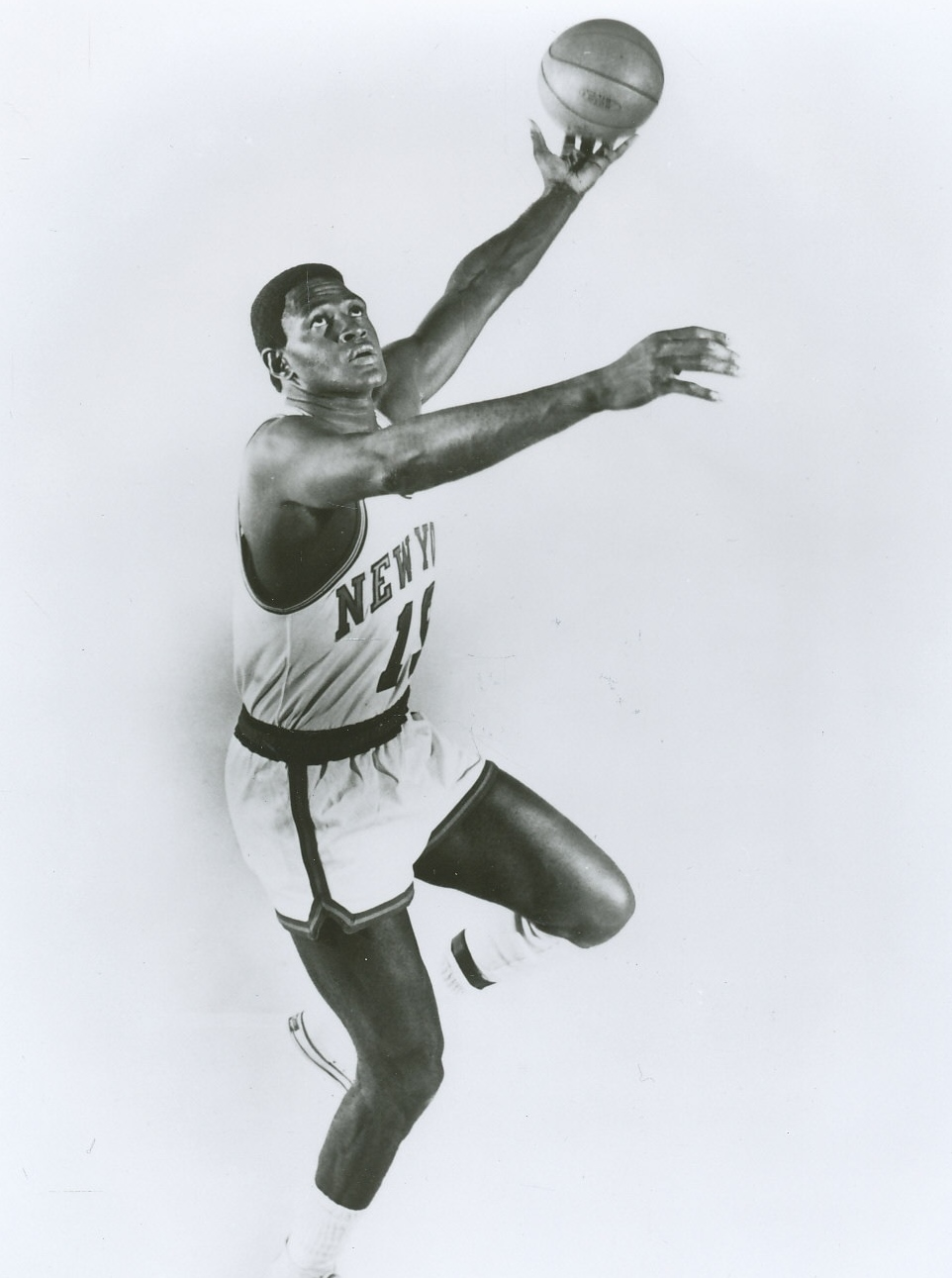
Нью-Йорк Нікс вибрали Вілліса Ріда під восьмим номером.

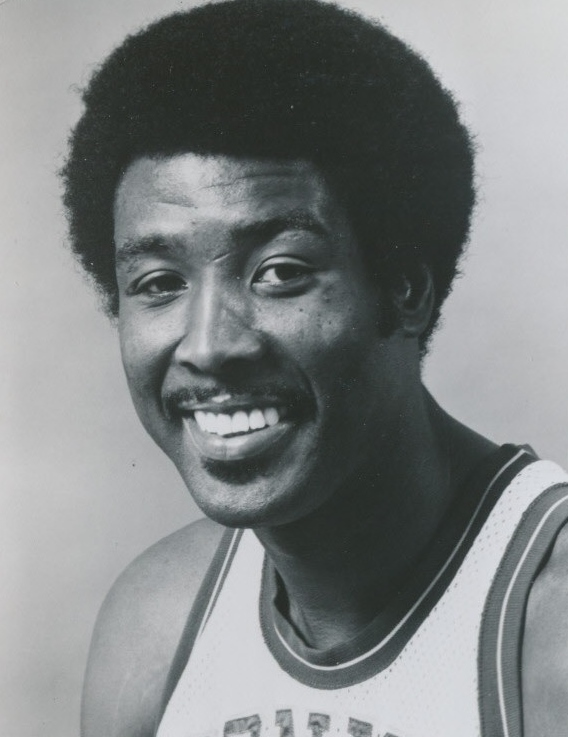
Сент-Луїс Гокс вибрали Пола Сіласа під десятим номером.

| Поз.    | G        | F       | C         |
| Позиція | Захисник | Форвард | Центровий |

| ^ | Позначає гравців, обраних у Баскетбольну залу слави Нейсміта                     |
| + | Позначає гравців, які взяли участь принаймні в одній грі матчу всіх зірок НБА    |
| # | Позначає гравців, які жодного разу не грали в регулярному сезоні НБА або плей-оф |

| Раунд | Вибір | Гравець           | Поз. | Громадянство | Команда НБА                      | Коледж/Клуб                   |
| ----- | ----- | ----------------- | ---- | ------------ | -------------------------------- | ----------------------------- |
| T     | –     | Волт Газзард+1[›] | G    | США          | Лос-Анджелес Лейкерс             | УКЛА                          |
| T     | –     | Джордж Вілсон     | C    | США          | Цинциннаті Роялз                 | Цинциннаті                    |
| 1     | 1     | Джим Барнс        | F/C  | США          | Нью-Йорк Нікс                    | Texas Western                 |
| 1     | 2     | Джо Калдвелл+     | G/F  | США          | Детройт Пістонс                  | Аризона Стейт                 |
| 1     | 3     | Гарі Бреддс       | F    | США          | Балтимор Буллетс                 | Огайо Стейт                   |
| 1     | 4     | Лусіус Джексон+   | F/C  | США          | Філадельфія Севенті-Сіксерс      | Пан-Американ                  |
| 1     | 5     | Джефф Маллінс+    | G/F  | США          | Сент-Луїс Гокс                   | Дьюк                          |
| 1     | 6     | Баррі Крамер      | G/F  | США          | Сан-Франциско Ворріорз           | NYU                           |
| 1     | 7     | Мел Каунтс        | F/C  | США          | Бостон Селтікс                   | Орегон Стейт                  |
| 2     | 8     | Вілліс Рід^       | F/C  | США          | Нью-Йорк Нікс                    | Гремблінг                     |
| 2     | 9     | Лес Гантер        | F/C  | США          | Детройт Пістонс                  | Лойола                        |
| 2     | 10    | Пол Сілас+        | F/C  | США          | Сент-Луїс Гокс (від Baltimore)   | Крейгтон                      |
| 2     | 11    | Айра Гардж#       | C    | США          | Філадельфія Севенті-Сіксерс      | Нью-Мексико                   |
| 2     | 12    | Коттон Неш        | F    | США          | Лос-Анджелес Лейкерс             | Кентуккі                      |
| 2     | 13    | Говард Комайвс    | G    | США          | Нью-Йорк Нікс (від Сент-Луїс)[a] | Боулінг Грін                  |
| 2     | 14    | Бад Копер         | G    | США          | Сан-Франциско Ворріорз           | Оклахома Сіті                 |
| 2     | 15    | Білл Хмєлевскі#   | C    | США          | Цинциннаті Роялз                 | Philadelphia Tapers (ABL)2[›] |
| 2     | 16    | Рон Бонем         | F    | США          | Бостон Селтікс                   | Цинциннаті                    |

## Інші вибори

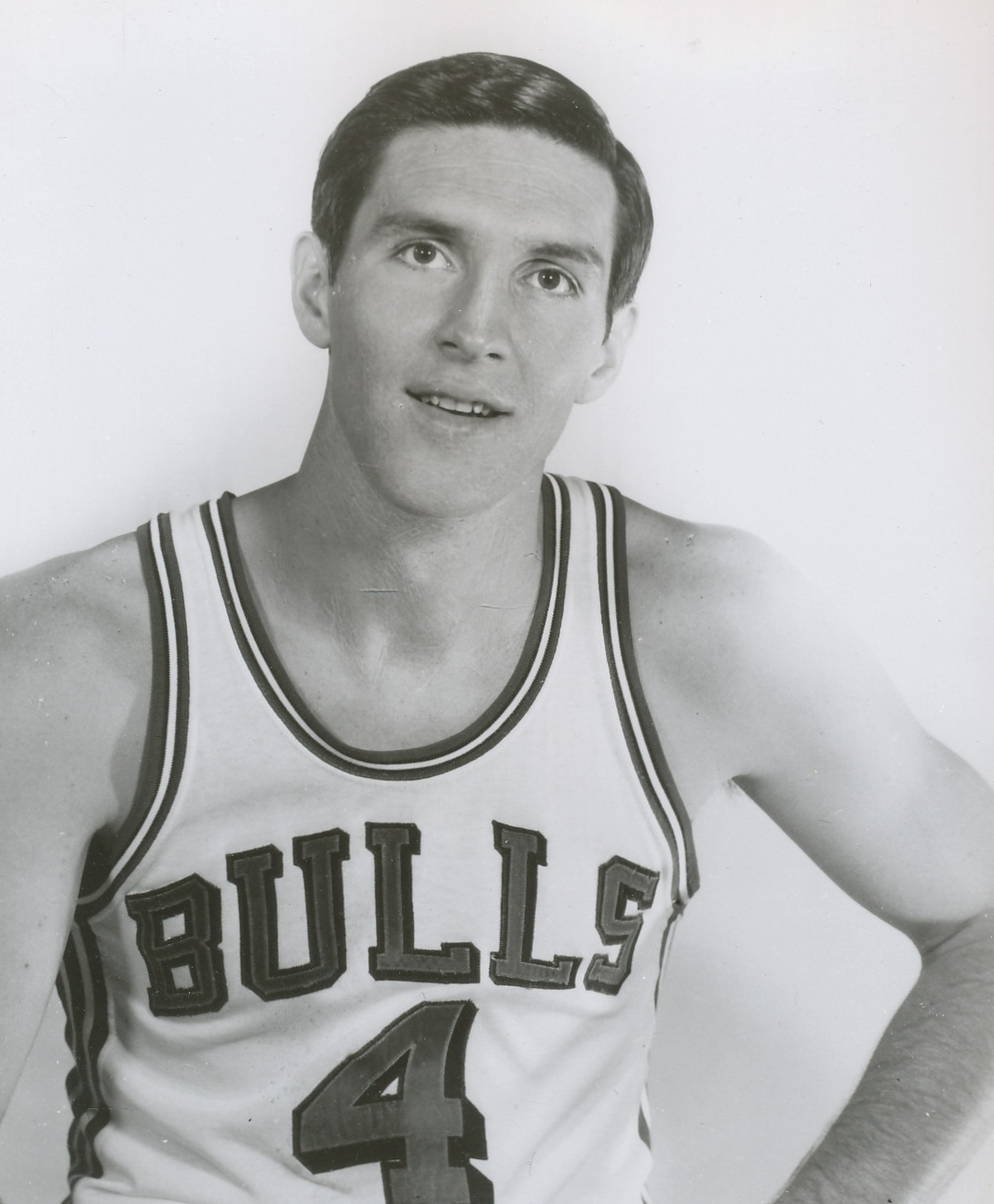
Балтимор Буллетс вибрали Джеррі Слоуна під 19-м номером.

Цих гравців на драфті НБА 1985 вибрали після другого раунду, але вони зіграли в НБА принаймні одну гру.
| Раунд | Вибір | Гравець         | Поз. | Громадянство | Команда НБА                 | Коледж/Клуб       |
| ----- | ----- | --------------- | ---- | ------------ | --------------------------- | ----------------- |
| 3     | 18    | Валі Джонс      | G    | США          | Детройт Пістонс             | Вілланова         |
| 3     | 19    | Джеррі Слоун^   | G/F  | США          | Балтимор Буллетс            | Евансвіл          |
| 3     | 20    | Ларрі Джонс     | G/F  | США          | Філадельфія Севенті-Сіксерс | Толедо            |
| 3     | 23    | Маккой Маклемор | F/C  | США          | Сан-Франциско Ворріорз      | Дрейк             |
| 3     | 24    | Стів Кортін     | G    | США          | Цинциннаті Роялз            | Сейнт Джозефс     |
| 3     | 25    | Джон Томпсон    | F    | США          | Бостон Селтікс              | Провіденс         |
| 4     | 26    | Фредді Крофорд  | G/F  | США          | Нью-Йорк Нікс               | Сейнт-Бонавенче   |
| 4     | 27    | Джим Девіс      | F/C  | США          | Детройт Пістонс             | Колорадо          |
| 4     | 30    | Генк Фінкель    | C    | США          | Лос-Анджелес Лейкерс        | Дейтон            |
| 4     | 33    | Геппі Гейрстон  | F    | США          | Цинциннаті Роялз            | НЙУ               |
| 4     | 34    | Джо Стродер     | C    | США          | Бостон Селтікс              | Бредлі            |
| 5     | 40    | Джон Тресвант   | F/C  | США          | Сент-Луїс Гокс              | Сіетл             |
| 7     | 53    | Ем Браянт       | G    | США          | Нью-Йорк Нікс               | Де Пол            |
| 9     | 72    | Том Блек        | C    | США          | Балтимор Буллетс            | Саус Дакота Стейт |

## Обміни
- a  18 жовтня 1963, Нью-Йорк Нікс придбав драфт-пік другого раунду від Сент-Луїс Гокс в обмін на Річі Геріна.[15] Нікс використали цей драфт-пік, щоб вибрати Говарда Комайвса.

## Нотатки
^ 1: 1972 року Волт Газзард змінив своє ім'я на Махді Абдул-Рахман. Проте, він зберігав своє справжнє ім'я впродовж усієї професійної кар'єри.

^ 2: Білл Хмєлевскі залишив коледж 1962 року, будучи другокурсником. Потім він грав у Американській баскетбольній лізі (АБЛ), перед її закриттям 1963 року.